# Sefa Akın Başıbüyük
Sefa Akın Başıbüyük (* 13. Oktober 1993 in Ortaköy) ist ein türkischer Fußballspieler, der für Çorum Belediyespor spielt.

## Karriere

### Verein
Başıbüyük begann mit dem Vereinsfußball in der Jugend von Gençlik Çepnispor und spielte anschließend der Reihe nach für die Jugendmannschaften von İl Özel İdaresi SK und Çorumspor. Bei Çorumspor erhielt er im Sommer 2010 einen Profi-Vertrag, spielte aber weiterhin fast ausschließlich für die Jugendmannschaft. Im März 2011 wurde er in den Profikader integriert und saß bei einigen Spielen sogar auf der Ersatzbank. Sein Debüt als Profispieler gab er am 6. März 2011 in einer TFF-2. Lig-Begegnung gegen Adıyamanspor. Bis zum Saisonende absolvierte er neun Begegnungen für seine Mannschaft.
Im Sommer 2011 wurde sein Wechsel zum Erstligisten Trabzonspor bekanntgegeben.
Bereits vor Saisonbeginn wurde er vom Trainer Şenol Güneş aussortiert und an die Zweitmannschaft Trabzonspors, an den Drittligisten 1461 Trabzon, ausgeliehen. Mit dieser Mannschaft feierte er zum Saisonende die Meisterschaft der TFF 2. Lig und damit den direkten Aufstieg in die zweitklassige TFF 1. Lig. Im Sommer 2012 wurde er für eine weitere Spielzeit an 1461 Trabzon verliehen.
Zur Winterpause der Spielzeit 2012/13 wurde sein Leihvertrag aufgelöst, sodass Başıbüyük zu Trabzonspor zurückkehrte. Wenige Tage später wurde er für die Rückrunde an den Drittligisten Giresunspor ausgeliehen. Am Saisonende wechselte er samt Ablösesumme zu diesem Verein. Mit diesem Klub erreichte er am letzten Spieltag der Saison die Drittligameisterschaft und damit den Aufstieg in die TFF 1. Lig.

### Nationalmannschaft
Başıbüyük spielte für die türkische U-18-, U-19- und die U-20-Jugendnationalmannschaft. Mit der türkischen U-19 nahm er an der U-19-Fußball-Europameisterschaft 2011 teil und schied mit seiner Mannschaft bereits in der Gruppenphase aus.
Im Rahmen der U-20-Fußball-Weltmeisterschaft 2013 wurde er in das Turnieraufgebot der türkische U-20-Nationalmannschaft berufen.
Im Sommer 2014 kehrte er in seine Heimatstadt zurück und heuerte beim Viertligisten Çorum Belediyespor an.

## Erfolg
Mit 1461 Trabzon
- Meister der TFF 2. Lig und Aufstieg in die TFF 1. Lig: 2011/12

Mit Giresunspor
- Meister der TFF 2. Lig und Aufstieg in die TFF 1. Lig: 2013/14